# Championnats du monde de cyclisme juniors 2009
Navigation
Édition précédente Édition suivante
Les Championnats du monde de cyclisme juniors 2009 ont eu lieu du 7 au 15 août 2009 à Moscou en Russie.

Le Néo-Zélandais Sam Webster chez les hommes et l'Australienne Megan Dunn ont remporté trois médailles d'or sur cette édition.

## Route

### Hommes
| Épreuves         | Or             | Or              | Argent          | Argent | Bronze              | Bronze |
| Course en ligne  | Jasper Stuyven | 3 h 25 min 28 s | Arnaud Démare   | m.t    | Marco Haller        | m.t    |
| Contre-la-montre | Luke Durbridge | 32 min 52 s     | Lawson Craddock | à 2 s  | Lasse Norman Hansen | à 11 s |

### Femmes
| Épreuves         | Or               | Or              | Argent                 | Argent | Bronze              | Bronze |
| Course en ligne  | Rossella Callovi | 2 h 25 min 05 s | Pauline Ferrand-Prévot | m.t    | Susanna Zorzi       | à 4 s  |
| Contre-la-montre | Hanna Solovey    | 17 min 39 s     | Pauline Ferrand-Prévot | à 41 s | Elizaveta Oshurkova | à 49 s |

## Piste

### Résultats hommes

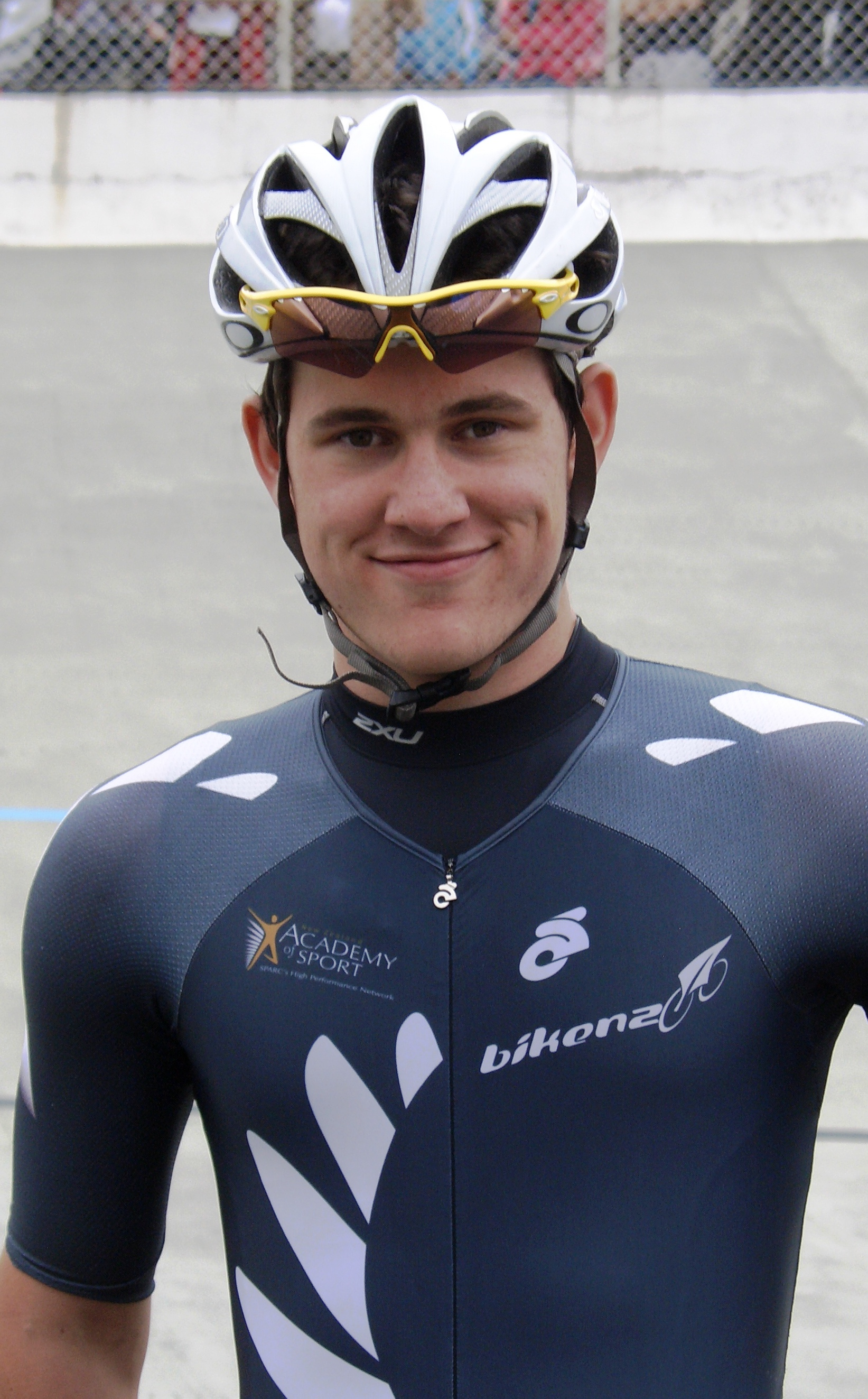
Sam Webster remporte trois titres.

| Épreuves               | Or                                                                     | Argent                                                          | Bronze                                                             |
| Kilomètre              | Nikolay Zhurkin Russie                                                 | Loris Paoli Italie                                              | Krzysztof Maksel Pologne                                           |
| Keirin                 | Sam Webster Nouvelle-Zélande                                           | Rino Gasparrini Italie                                          | Alexander Reinelt Allemagne                                        |
| Vitesse individuelle   | Sam Webster Nouvelle-Zélande                                           | Stefan Bötticher Allemagne                                      | Cristian Tamayo Colombie                                           |
| Vitesse par équipes    | Nouvelle-Zélande Cameron Karwowski Ethan Mitchell Sam Webster          | Allemagne Eric Engler Erik Balzer Stefan Bötticher              | Pologne Paweł Laskowski Kacper Lesniak Krzysztof Maksel            |
| Poursuite individuelle | Michael Hepburn Australie                                              | Konstantin Kuperasov Russie                                     | Ivan Savitskiy Russie                                              |
| Poursuite par équipes  | Russie Konstantin Kuperasov Viktor Manakov Ivan Savitskiy Matvey Zubov | Australie Michael Hepburn Luke Durbridge Peter Loft Dale Parker | Allemagne Nikias Arndt Lucas Liss Christopher Muche Kersten Thiele |
| Scratch                | Dario Sonda Italie                                                     | Matias Greve Danemark                                           | Mohammed Adiq Husainie Othman Malaisie                             |
| Course aux points      | Sebastian Lander Danemark                                              | Yu Motusana Japon                                               | Matvey Zubov Russie                                                |
| Américaine             | Alex Carver Luke Durbridge Australie                                   | Jochen Deweer Gijs Van Hoecke Belgique                          | Christian Kreutzfeldt Sebastian Lander Danemark                    |
| Omnium                 | Bryan Coquard France                                                   | Konstantin Kuperasov Russie                                     | Nikias Arndt Allemagne                                             |

### Résultats femmes
| Épreuves               | Or                                                     | Argent                                                | Bronze                                            |
| 500 m                  | Zhong Tianshi Chine                                    | Rebecca James Royaume-Uni                             | Olivia Montauban France                           |
| Keirin                 | Rebecca James Royaume-Uni                              | Ekaterina Gnidenko Russie                             | Annette Edmondson Australie                       |
| Vitesse individuelle   | Rebecca James Royaume-Uni                              | Ekaterina Gnidenko Russie                             | Zhong Tianshi Chine                               |
| Vitesse par équipes    | France Olivia Montauban Magali Baudacci                | Allemagne Charlott Arndt Christina Konsulke           | Russie Ekaterina Gnidenko Olga Hudenko            |
| Poursuite individuelle | Michaela Anderson Australie                            | Amy Cure Australie                                    | Hanna Solovey Ukraine                             |
| Poursuite par équipes  | Australie Michaela Anderson Megan Dunn Melissa Hoskins | Russie Elena Lichmanova Lidia Malakhova Maria Mishina | Pays-Bas Amy Pieters Winanda Spoor Lotte van Hoek |
| Scratch                | Amy Cure Australie                                     | Lucie Zaleska Tchéquie                                | Aleksandra Sosenko Lituanie                       |
| Course aux points      | Megan Dunn Australie                                   | Elena Cecchini Italie                                 | Minami Uwano Japon                                |
| Omnium                 | Megan Dunn Australie                                   | Giulia Donato Italie                                  | Gabriela Slamova Tchéquie                         |

## Tableau des médailles
| Rang  | Nation           | Or | Argent | Bronze | Total |
| ----- | ---------------- | -- | ------ | ------ | ----- |
| 1     | Australie        | 8  | 2      | 1      | 11    |
| 2     | Nouvelle-Zélande | 3  | 0      | 0      | 3     |
| 3     | Russie           | 2  | 5      | 3      | 10    |
| 4     | Italie           | 2  | 4      | 1      | 7     |
| 5     | France           | 2  | 3      | 1      | 6     |
| 6     | Royaume-Uni      | 2  | 1      | 0      | 3     |
| 7     | Danemark         | 1  | 1      | 2      | 4     |
| 8     | Belgique         | 1  | 1      | 0      | 2     |
| 9     | Ukraine          | 1  | 0      | 2      | 3     |
| 10    | Chine            | 1  | 0      | 1      | 2     |
| 11    | Allemagne        | 0  | 3      | 3      | 6     |
| 12    | Japon            | 0  | 1      | 1      | 2     |
| 12    | Tchéquie         | 0  | 1      | 1      | 2     |
| 14    | États-Unis       | 0  | 1      | 0      | 1     |
| 15    | Pologne          | 0  | 0      | 2      | 2     |
| 16    | Autriche         | 0  | 0      | 1      | 1     |
| 16    | Colombie         | 0  | 0      | 1      | 1     |
| 16    | Lituanie         | 0  | 0      | 1      | 1     |
| 16    | Malaisie         | 0  | 0      | 1      | 1     |
| 16    | Pays-Bas         | 0  | 0      | 1      | 1     |
| Total | Total            | 23 | 23     | 23     | 69    |